# Berlin, symfonia wielkiego miasta
Berlin, symfonia wielkiego miasta (niem. Berlin: Die Sinfonie der Großstadt) – niemiecki eksperymentalny, niemy film dokumentalny z 1927 w reżyserii Waltera Ruttmanna. 
Film ukazuje jeden dzień z życia stolicy Niemiec, Berlina. Jest zaliczany do gatunku określanego jako symfonia miejska.

## Tło
Stolica Niemiec w latach dwudziestych XX wieku przeżywała gwałtowny rozkwit przemysłowy i kulturalny. Reżyser zamierzał stworzyć swój film jako dokumentalne dzieło sztuki, mające przedstawiać Berlin jako żywy organizm. Obraz Ruttmanna miał zobrazować ten moment historyczny, dając wgląd w warunki życia mieszkańców, ich pracy i wypoczynku. 
Pomysłodawcą filmu był Carl Mayer, scenarzysta licznych dzieł kina niemego i niemieckiego ekspresjonizmu filmowego, w tym jednego z najważniejszych dokonań gatunku: Gabinetu doktora Caligari z 1920 (reż. Robert Wiene). Według Małgorzaty Hendrykowskiej Mayer był "znużony ograniczeniami i sztucznością ekspresjonistycznego atelier. W pewnym momencie stracił zainteresowanie dla fikcji i chciał, by jego filmy wynikały z rzeczywistości". "W roku 1925 stojąc w niesłychanie ruchliwym miejscu koło Ufa-Palast am Zoo powziął pomysł Symfonii wielkiego miasta. Ta melodia obrazów natchnęła go do napisania scenariusza". 

## Treść
Symfonia wielkiego miasta jest podzielona na pięć aktów, z których każdy zapowiada tytułowa plansza.
Rozpoczyna się od widoków z okna pociągu prowadzonego przez parowóz. Przez łąki i pola pędzi on w stronę Berlina, docierając do dworca Anhalter. Ukazuje się panorama miasta (m.in. zegar na wieży Czerwonego Ratusza wskazujący godzinę piątą) oraz puste o wczesnym poranku ulice. 
W kolejnych scenach miejskie ulice powoli zapełniają się ludźmi spieszącymi do pracy. Kamera wchodzi wraz z nimi do zakładów pracy, towarzyszy dzieciom spieszącym do szkół i sklepikarzom otwierającym swoje przybytki. Rytm miasta i rytm filmu są coraz szybsze. Widzimy zarówno wielkie, nowoczesne przedsiębiorstwa pracujące pełną parą (czasem produkcja jest zautomatyzowana), jak i zgiełk miejskiego życia, kursujące tramwaje i pociągi dalekobieżne oczekujące na dworcach. Wraz z wybiciem godziny 12 tempo spada, wszechobecny bieg zatrzymuje się. Jednak po przerwie na posiłek, po południu ruch zaczyna ponownie przyspieszać. 
Późnym popołudniem i wieczorem przychodzi czas odpoczynku, relaksu. Film pokazuje rozmaite formy spędzania przez berlińczyków czasu wolnego poza domem. Kamera zagląda do parków, na wyścigi łodzi i samochodów, na boiska do gry w piłkę i do eleganckich restauracji. Wieczorem podpatruje miejskie lokale rozrywkowe, salę operową i rewiową, jest w piwiarni, na meczu hokeja na lodzie i na walce bokserskiej. 
Film zamyka scena fajerwerków i światła krążącego po nocnym niebie z nowo wybudowanej berlińskiej wieży radiowej, oddanej do użytku w 1926, przy okazji otwarcia Międzynarodowej Wystawy Radiowej (obecnie targi elektroniki użytkowej).

## Muzyka
W powolnym przebudzeniu miasta, w pełnym energii tempie dnia i w spokojniejszym wieczornym finale Walter Ruttmann dostrzegł analogię do budowy symfonii muzycznej. Podkreśla to montaż filmowy: reżyser, co niezwykłe na tamte czasy, korzystał z licznych skrótów, aby ożywić życie i zgiełk miasta.
Obrazy były ściśle powiązane z podkładem muzycznym, jego tempem, intensywnością. Zachowała się jednak tylko wersja fortepianowa oryginalnej muzyki, opracowana przez Edmunda Meisela.
Z okazji 80. rocznicy premiery stacje telewizyjne ZDF i ARTE zamówiły w 2007 nową orkiestrację oryginalnej muzyki. Zadania podjął się Bernd Thewes. Premiera odrestaurowanej wersji filmu wraz z nową ścieżką dźwiękową odbyła się 24 września 2007 w Friedrichstadt-Palast. Wykonawcami byli muzycy Berlińskiej Orkiestry Symfonicznej Radia pod dyrekcją Franka Strobela.

## Znaczenie i wpływ
Film jest cennym dokumentem epoki, ale nie ma charakteru wyłącznie informacyjnego. Jego awangardowy charakter polega na potęgowaniu dynamizmu miasta przez ruch kamery (często filmującej z ukrycia) oraz śmiałe cięcia montażowe. Zabiegi te miały odzwierciedlać specyfikę nowoczesnego życia wielkomiejskiego. Zdaniem M. Hendrykowskiej w interpretacji Ruttmanna miasto jest "raz przyspieszającą, kiedy indziej zwalniającą, ale nigdy nie odpoczywającą maszyną". "W ciągu dnia zmienia się tylko miejsce, w którym bije serce miasta. Rano serce Berlina bije na dworcach, do południa – w fabrykach i urzędach, a wieczorem – w teatrach i nocnych lokalach rozrywkowych różnego autoramentu".
Można dopatrzeć się w filmie komentarza autora na temat relacji społecznych: scena robotników wchodzących rano do fabryki zestawiona jest ze sceną bicia i zapędzania bydła do zagrody. Nieprzypadkowo zestawiane są też obrazy społecznych kontrastów: z jednej strony żebraczka przed sklepem jubilera, z drugiej – wytworne restauracje z zastawionymi stołami czy sklepy z dobrami luksusowymi.
Po latach film okazał się cenną kroniką zabudowy Berlina, która już nie istnieje. Do końca II wojny światowej zrównane z ziemią zostało ponad 30 procent centrum miasta, co w znaczący sposób i na zawsze zmieniło oblicze Berlina. W filmie pojawia się wiele miejsc i budynków, które nie przetrwały wojny, takich jak dworzec kolejowy Anhalter czy położony naprzeciwko Hotel Excelsior, podówczas największy hotel w Europie.
Symfonia wielkiego miasta, mimo zróżnicowanego odbioru krytyków, okazała się niezwykle inspirująca dla licznych twórców europejskich. Szybko pojawiły  się kolejne filmowe "symfonie": Symfonia drapacza chmur (Skyscraper Symphony z 1928, reż. Robert Florey), Symfonia wyścigów (Rennsymphonie z 1929, reż. Hans Richter), Entuzjazm: Symfonia Donbasu (Энтузиазм: Симфония Донбасса z 1930, reż. Dziga Wiertow), Symfonia przemysłowa (Symphonie van den Arbeid z 1931, reż. Joris Ivens). 
Inne portrety wielkich miast inspirowane dziełem Ruttmanna to m.in. Most J. Ivensa (1928, Rotterdam) czy Deszcz tego samego reżysera (1929, Amsterdam), a także Człowiek z kamerą (1929) D. Wiertowa.